# انگلیش (ویرجینیای غربی)
انگلیش (به انگلیسی: English) یک منطقهٔ مسکونی در ایالات متحده آمریکا است که در شهرستان مک‌داول، ویرجینیای غربی واقع شده‌است.